# 红泉镇
红泉镇，是中华人民共和国甘肃省临夏回族自治州永靖县下辖的一个乡镇级行政单位。

## 行政区划
红泉镇下辖以下地区：
董山村、红泉村、黄刘村、金塬村、树湾村、他崖村、滩子村、王塬村和朱山村。